# Thomas Wolsey
Thomas Wolsey (khoảng tháng 3 năm 1473  - 29 tháng 11 năm 1530, đôi khi được đánh vần là Woolsey hoặc Wulcy) là một giáo sĩ, chính khách và là hồng y người Anh của Giáo hội Công giáo Roma. Khi Henry VIII trở thành vua của nước Anh năm 1509, Wolsey trở thành vị quan phát chẩn của nhà vua. Các công việc của Wolsey đã thành công, và đến năm 1514, ông đã trở thành một nhân vật điều khiển trong hầu hết mọi vấn đề của nhà nước và cực kỳ hùng mạnh trong Giáo hội, với tư cách là Tổng Giám mục York, vị giáo sĩ quan trọng thứ hai ở Anh. Việc sắc phong hồng y cho Wolsey vào năm 1515 y bởi Giáo hoàng Leo X đã trao cho ông ta quyền ưu tiên hơn cả Tổng Giám mục Canterbury.
Vị trí chính trị cao nhất Wolsey đạt được là Quan Chưởng ấn, cố vấn chính của nhà vua (chính thức, như người kế nhiệm và đệ tử của ông - Thomas Cromwell đã không). Ở vị trí đó, ông được hưởng quyền lợi lớn và thường được mô tả như là một alter rex (vua khác). Sau khi thất bại trong đàm phán hủy bỏ cuộc hôn nhân của Henry VII với Catherine của Aragon, Wolsey bị thất sủng và bị tước danh hiệu của chính phủ. Ông rút lui về York để hoàn thành các nhiệm vụ giáo hội của mình với tư cách là Tổng Giám mục York, một vị trí mà ông ta nắm giữ trên danh nghĩa, nhưng đã bỏ bê trong những năm tháng trong chính phủ. Ông được triệu hồi đến London để trả lời những cáo buộc phản bội - một cáo buộc chung mà Henry đã sử dụng để chống lại các bộ trưởng thất sủng - nhưng đã chết vì các nguyên nhân tự nhiên.

## Tiểu sử
Thomas Wolsey sinh năm 1473, con trai của Robert Wolsey ở Ipswich và vợ là Joan Daundy. Những truyền thống lan truyền đã xác định cha ông là một đồ tể.
Wolsey theo học tại trường trung học Ipswich và trường cao đẳng Magdalen trước khi học thần học tại Magdalen College, Oxford. Vào ngày 10 tháng 4 năm 1498, ông được phong chức linh mục ở Marlborough, Wiltshire và ở Oxford, trước tiên là Thạc sĩ Trường Cao đẳng Magdalen, trước khi được bổ nhiệm làm trưởng khoa Thần học. Từ năm 1500 đến năm 1509, ông điều hành nhà thờ Saint Mary, Limington, Somerset. Năm 1502, ông trở thành giáo sĩ của Henry Deane, Tổng giám mục Canterbury, người đã chết vào năm sau. Sau đó Wolsey được đưa vào gia đình của Sir Richard Nanfan, người đã giao cho ông điều hành bất động sản của mình. Sau khi Nanfan qua đời vào năm 1507, Wolsey bước vào phục vụ vua Henry VII.
Wolsey được hưởng lợi từ việc Henry VII giới thiệu các biện pháp để hạn chế sức mạnh của tầng lớp quý tộc - nhà vua sẵn sàng ủng hộ những người có nguồn gốc khiêm tốn hơn. Henry VII sau đó bổ nhiệm Wolsey làm giáo sĩ Hoàng gia. Ở vị trí này, Wolsey từng làm thư ký cho Richard Foxe, người đã nhận ra khả năng và sự cống hiến bẩm sinh của Wolsey, đánh giá cao ngành công nghiệp của mình và sẵn sàng thực hiện những công việc tẻ nhạt. Sự nổi lên đáng chú ý của Thomas Wolsey từ nguồn gốc khiêm tốn chứng tỏ trí thông minh, khả năng hành chính, sự siêng năng, tham vọng giành quyền lực, và mối quan hệ với nhà vua. Tháng 4 năm 1508, Wolsey được gửi đến Scotland để thảo luận với vua James IV về các tin đồn liên quan đến việc Vua James IV đổi mới liên minh Auld.
Sự thăng tiến của Wolsey trùng hợp với việc bắt đầu triều đại mới: Henry VIII (trị vì từ tháng 4 năm 1509), có tính cách, chính sách và quan điểm ngoại giao khác biệt đáng kể so với quan điểm của cha mình. Năm 1509, Henry VIII bổ nhiệm Wolsey vào chức vụ quan phát chẩn, một vị trí cho ông ta một ghế trong Hội đồng Tư hữu, tạo cơ hội để nâng cao hình ảnh và thiết lập mối quan hệ với nhà vua. Một lợi thế trong sự nghiệp của Wolsey là sự thiếu quan tâm của vị vua trẻ Henry VIII trong những chi tiết về quản trị trong những năm đầu của mình.